# Neuendorf bei Elmshorn
Neuendorf bei Elmshorn là một đô thị ở huyện Steinburg, bang Schleswig-Holstein, Đức. Đô thị này có diện tích 15,78 km², dân số thời điểm 31 tháng 12 năm 2006 là 916 người.